# 엉덩이 요정 마일로
《엉덩이 요정 마일로》(영어: Bad Milo!)는 미국에서 제작된 제이컵 본 감독의 2013년 코미디 공포 영화이다. 켄 머리노 등이 출연하였다. 알려진 다른 제목은 밀로이다.

## 줄거리
덩컨은 스트레스로 위 상태가 좋지 않자 위장병 전문의를 찾고, 위장관에서 용종이 발견된다. 화장실을 사무실로 쓰게 만들고 직원을 해고하는 곤란한 일을 맡기는 상사, 아들 또래 남성을 만나는 어머니, 괴짜 치료사를 만나 보라는 아내 덕분에 스트레스는 더욱 가중된다. 
이때 용종이 2 피트 길이의 괴생명체로 현시하더니 덩컨의 항문에 거주하며 덩컨의 스트레스 원인으로 여겨지는 사람들을 죽이기 시작한다. 덩컨의 치료사는 이런 류의 신화에 따르면 괴생명체와 유대를 쌓아야만 괴생명체가 타인을 해치는 행동을 막고 괴생명체를 제거할 수 있다고 말한다. 관계 형성을 위해 덩컨은 괴생명체에게 마일로라는 이름을 붙여준다. 그럼에도 마일로는 살인을 멈추지 않는다. 한편 덩컨의 아버지 역시 마일로와 유사한 괴생명체를 데리고 있던 것으로 드러난다. 
더는 마일로를 견딜 수 없던 덩컨은 싸움 끝에 마일로의 팔 하나와 양다리를 잘라낸다. 하지만 결국엔 살려낸 뒤 화해하고, 덩컨의 아내가 마일로를 덩컨의 항문으로 다시 밀어넣는다. 
아내 뱃속에 있는 아들의 몸 안에 마일로의 자식 태아가 있음이 드러나면서 마일로의 핏줄이 이어질 예정임이 시사된다. 

## 출연진
- 켄 머리노
- 길리언 제이컵스
- 스티븐 루트
- 페테르 스토르마레
- 메리 케이 플레이스
- 패트릭 워버턴
- 쿠마일 난지아니
- 조너선 대니얼 브라운